# Zoo de Rotterdam
Le zoo de Rotterdam (en néerlandais : Diergaarde Blijdorp, du nom complet officiel ; Stichting Koninklijke Rotterdamse Diergaarde ; signifiant « Fondation du zoo royal rotterdamois »), est un parc zoologique situé dans la partie nord-ouest de la ville néerlandaise de Rotterdam, dans le quartier de Blijdorp.
Il s'agit de l'un des plus anciens parcs zoologiques du pays. En effet, son ouverture officielle date de 1857 et en 2007, il a fêté son 150e anniversaire.  Le zoo de Rotterdam est membre de l'Association européenne des zoos et des aquariums (EAZA) et de l'Association néerlandaise des zoos (nl) (NVD).

## Histoire

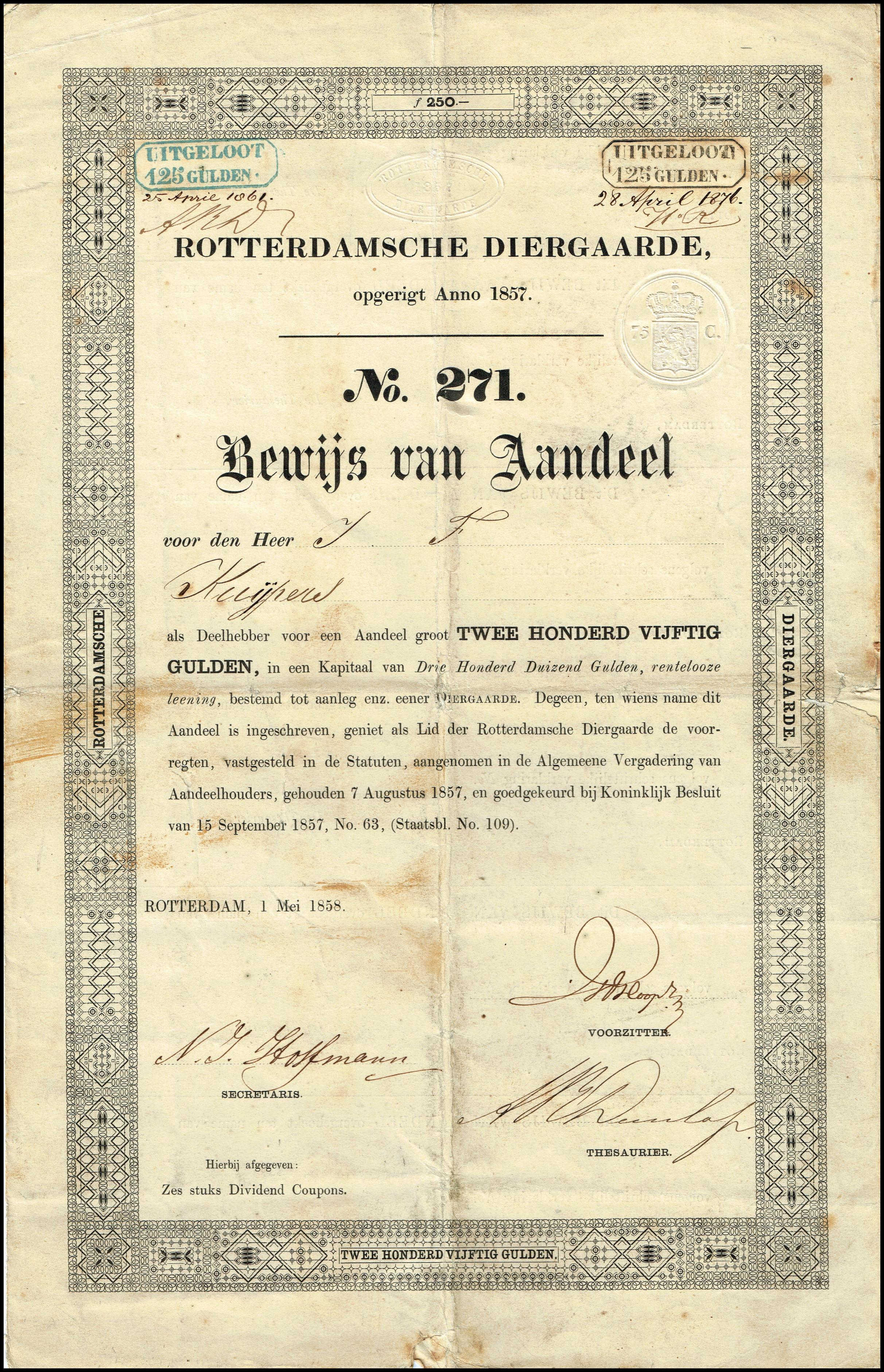
Action du Rotterdamsche Diergaarde en date du 1er mai 1858

En 1855, dans le centre-ville rotterdamois, au Kruiskade (« quai de la Croix »), a été créé un jardin d'oiseaux pour des faisans et des sauvagines. Le jardin appartenait aux cheminots néerlandais F. van der Valk et G.M. van den Bergh.Le jardin fut un grand succès et le 18 mai 1857, le parc zoologique de Rotterdam (Rotterdamsche Diergaarde) a été ouvert. Le célèbre dompteur Henri Martin, qui a participé à sa création, fut son premier directeur,.
À l'origine, le zoo était situé en centre ville. Devenu trop étroit, des travaux ont commencé pour construire un nouveau zoo dans le polder de Blijberg, au nord de la ville. Les bâtiments et plans de ce nouvel emplacement sont dessinés par l'architecte Sybold van Ravesteyn. Les travaux n'étaient pas encore finis lorsque le zoo du centre ville a été bombardé, avec le reste du centre ville. Les animaux furent évacués en urgence dans le zoo en construction. Le zoo de Blijdorp ouvre ses portes le 7 décembre 1940.

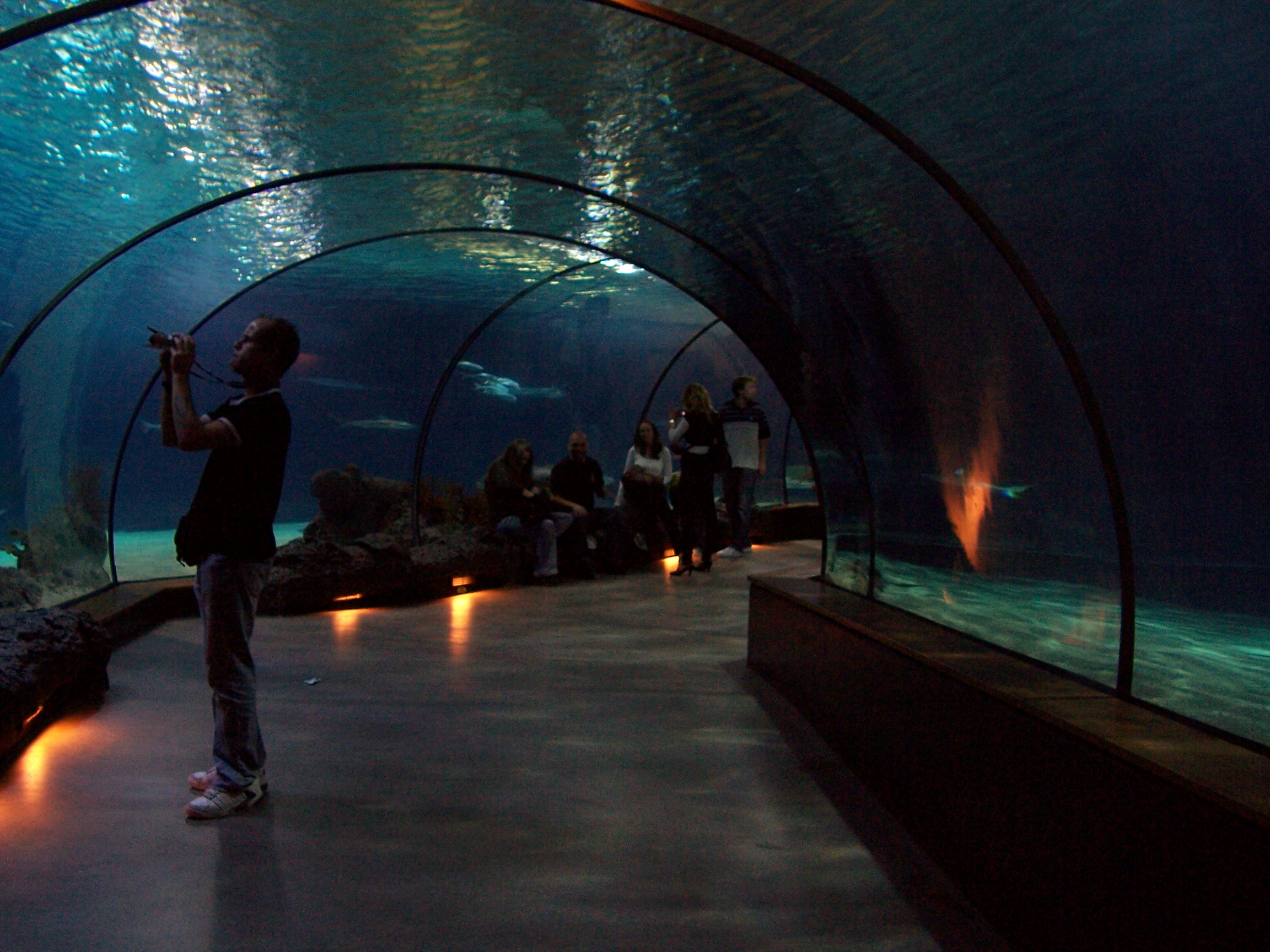
Oceanium du zoo Diergaarde Blijdorp.

En 2001, le zoo s'est agrandi d'une zone de 11 hectares sur laquelle a été édifié un bâtiment contenant des grands aquariums, l'Océanium. Cette zone d'expansion est le plus grand projet à ce jour du zoo. Elle comprend aussi une nouvelle entrée et une zone américaine avec notamment un parc à ours polaires et un spectacle d'oiseaux en vol libre.
En 2007, le gorille Bokito s'échappa de son enclos et attaqua une femme qui lui rendait régulièrement visite. L'événement généra une large couverture médiatique,.
En 2010, le zoo a ouvert une grande plaine africaine. Elle est notamment peuplée d'un important groupe reproducteur de girafes.

## Animaux
À ce jour, le zoo possède de nombreuses espèces : des éléphants d'Asie, des tigres de Sumatra, des gorilles ainsi que des spécimens rares tels que les okapis et le chat de Temminck.

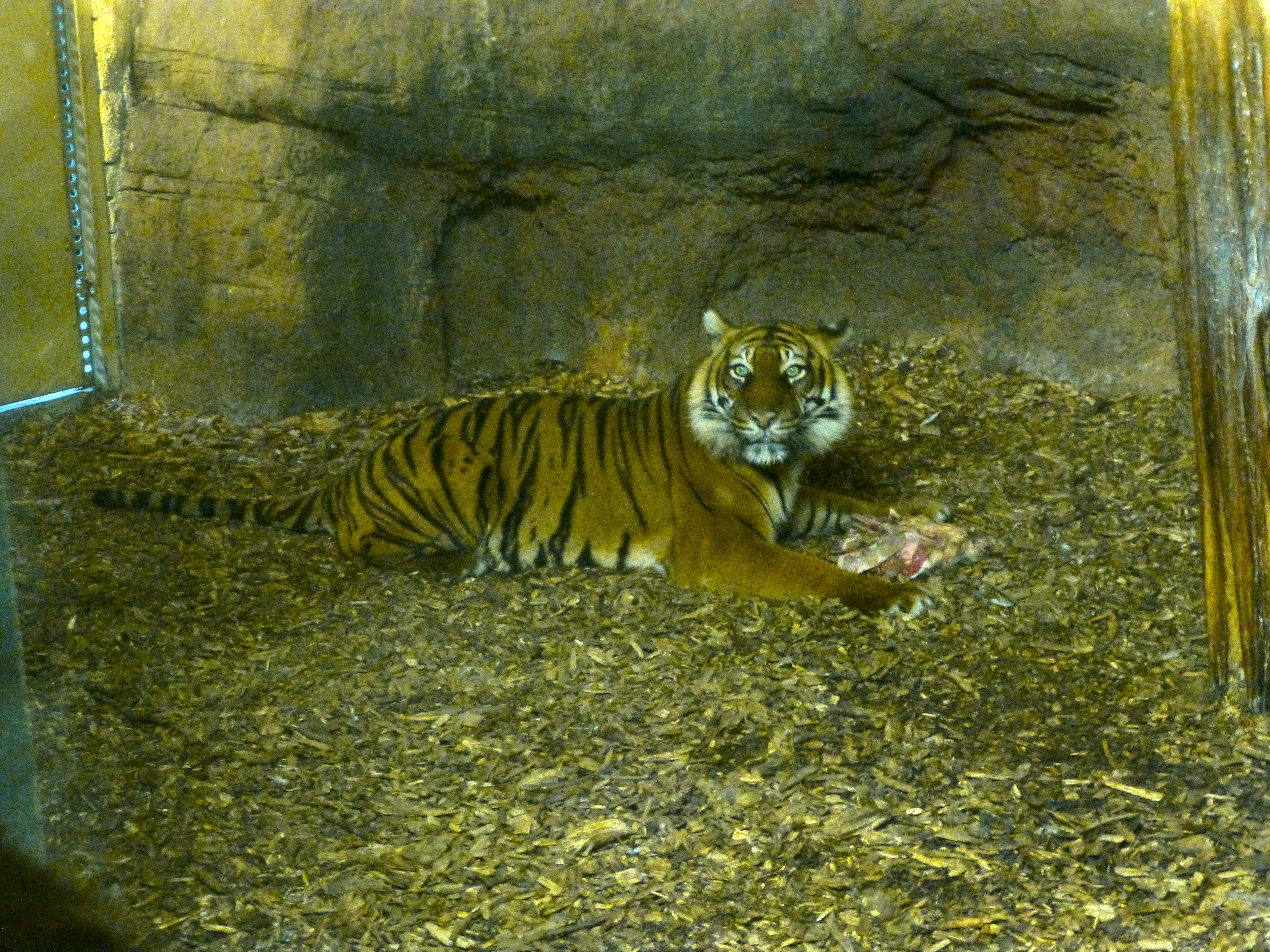
Un des tigres du zoo de Rotterdam
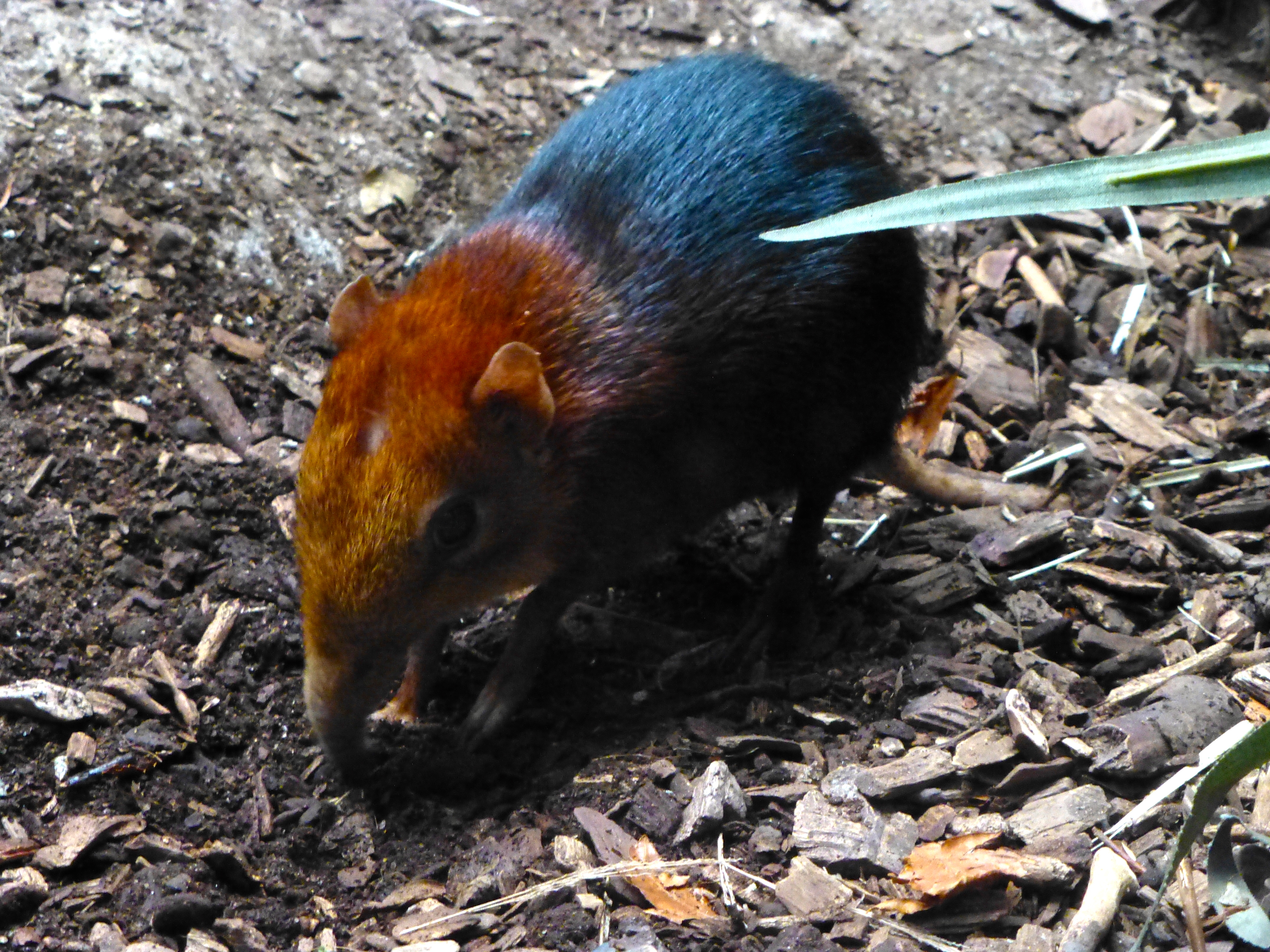
Un exemplaire d'un sengi à face grise
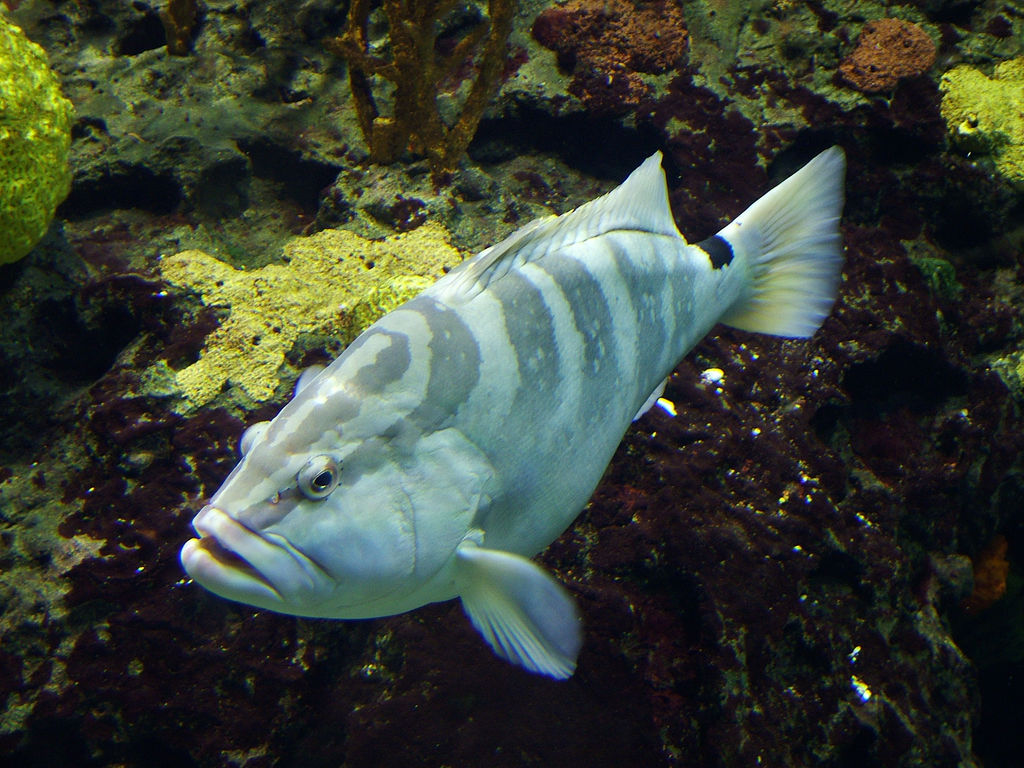
Epinephelus striatus
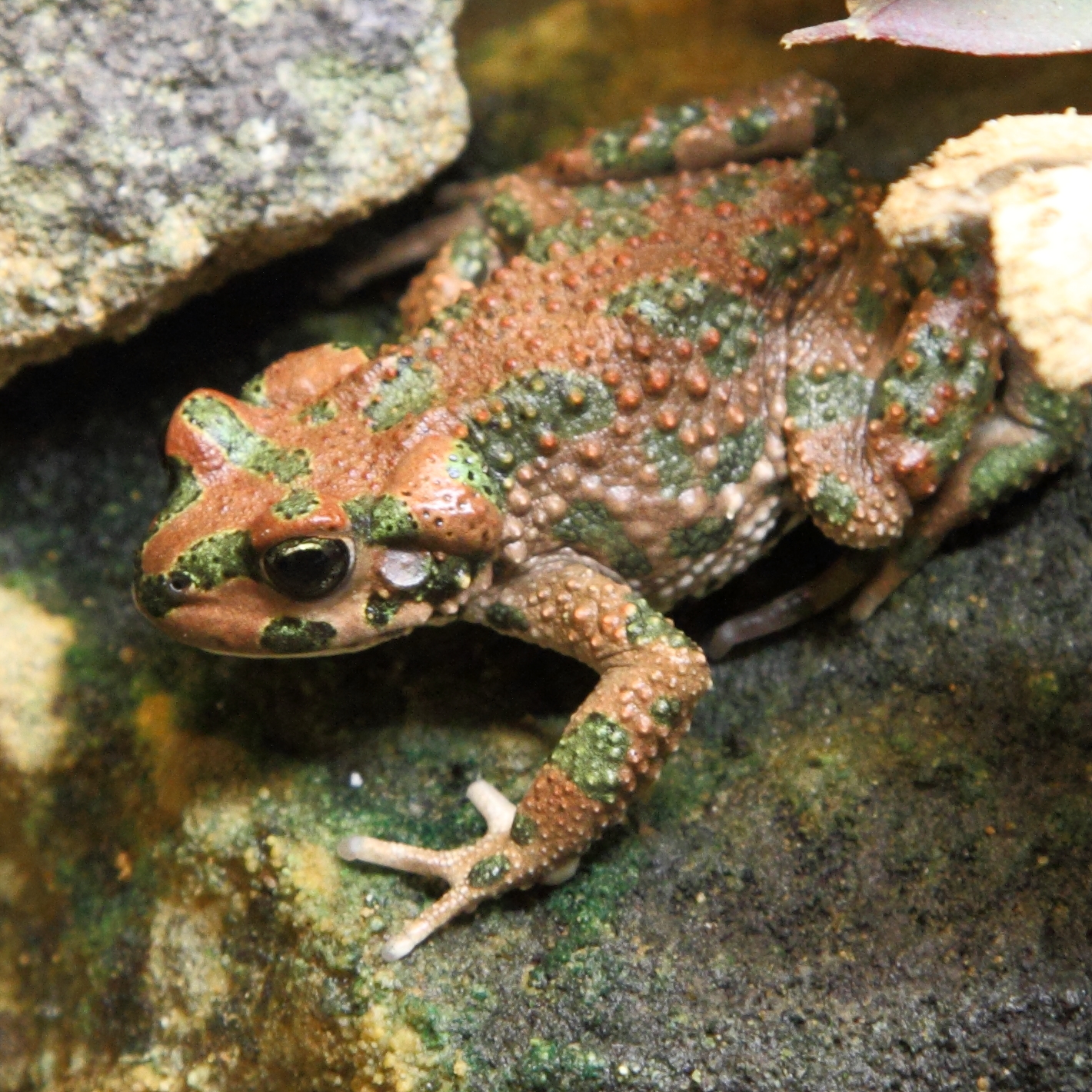
Bufotes boulengeri
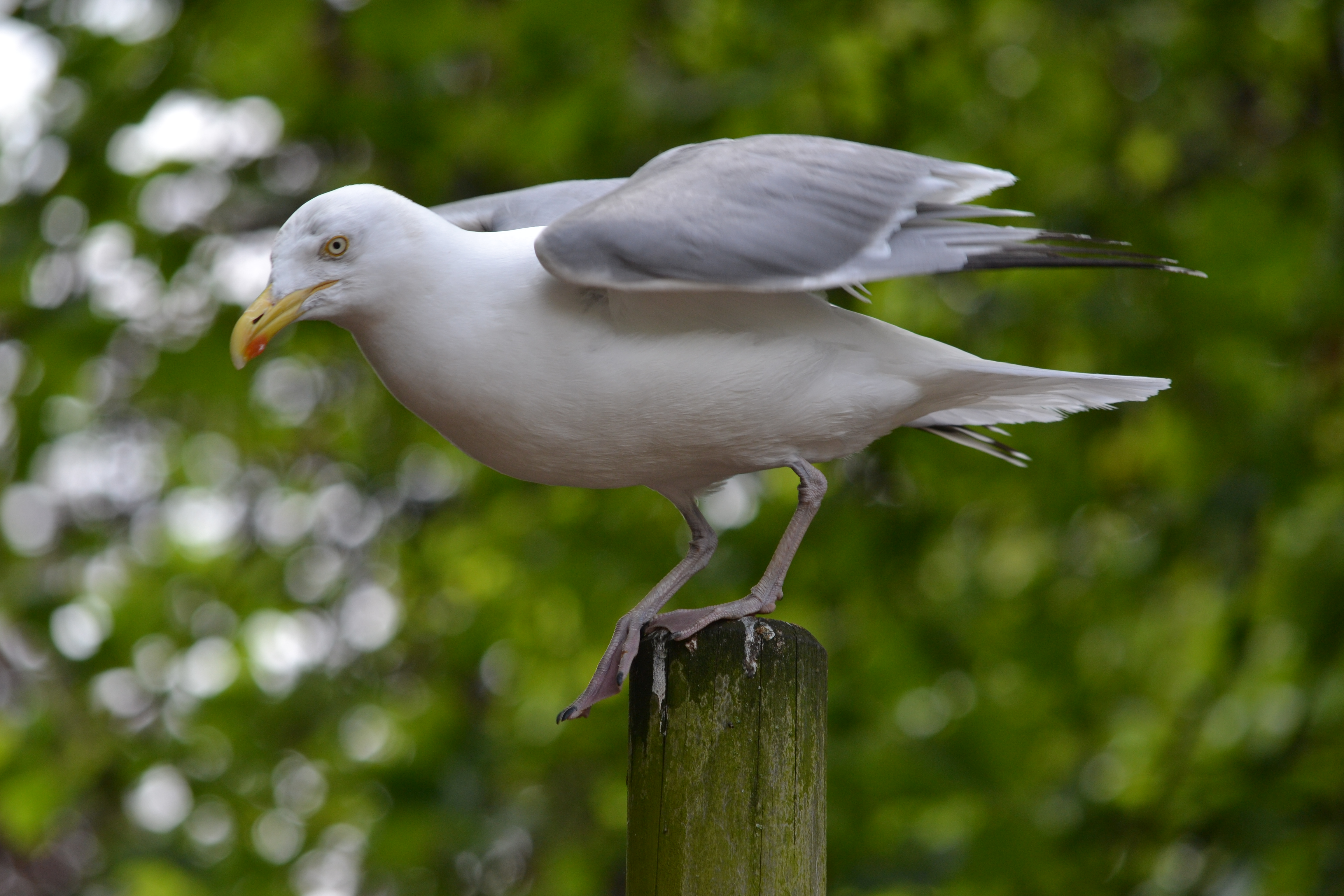
Goéland argenté

## Accès
Ce site est desservi par la station de métro Blijdorp (ligne E).